# 211 Isolda
211 Isolda je veliki tamni asteroid glavnog pojasa. Spada u klasu asteroida C-tipa i vjerojatno se sastoji od primitivnih karbonata.
Asteroid je 10. prosinca 1879. iz Pule otkrio Johann Palisa, a nazvao ju je po Izoldi iz legende o Tristanu i Izoldi.
… | 210 Isabella | 211 Isolda | 212 Medea | …